# Mackwiller
Mackwiller je občina v departmaju Bas-Rhin francoske regije Alzacija.
Leta 2011 je v občini živelo 599 oseb oz. 66 oseb/km².